# Академия албанологических исследований
Академия албанологических исследований (алб. Akademia e Studimeve Albanologjike, ASA) является одним из наиболее важных научно-исследовательских учреждениях албаноязычного мира. Создана в 2007 году как Центр албанологических исследований (Qendra e Studimeve Albanologjike, QSU) по решению правительства Албании и располагается в албанской столице Тиране рядом с университетом.

## Организация

### Руководство
Высшим руководством учреждения является академический сенат, в состав которого входят двенадцать учёных. За управление и финансы несёт ответственность канцелярия под председательством Арбена Скендери. Председатель канцелярии одновременно является членом управляющего совета, куда входят в общей сложности семь учёных. Председателем управляющего совета является Элвана Металла. Управляющий совет является законодательным органом, он осуществляет контроль за деятельностью центра.

### Структура
Центр албанологических исследований был создан в рамках реструктуризации и модернизации албанской академической и университетской системы постановлением правительства № 559 от 22 августа 2007 года, подписанным премьер-министром Сали Беришой. Для этого были объединены в одну структуру Антропологическо-художественный, Археологический, Лингвистическо-литературный и Исторический институты. Центр был реорганизован 10 марта 2008 года, став научно-исследовательским институтом и получив статус межвузовского органа.

### Задачи
Центр албанологических исследований проводит научные исследования в области албанистики, а точнее в следующих четырёх областях: культурная антропология/история искусства, археология, лингвистика/литература и историческая наука. Среди основных приоритетов центра - критическое изучение истории страны, в том числе религиозной, чего не было в коммунистический период. Центр управляет архивами и библиотеками, а также осуществляет различные проекты. Например, с 2010 года ведётся работа над Албанской энциклопедией.
Центр является межвузовским учреждением, у него также есть магистратура и докторантура.